# Leandro Greco
Leandro Greco (Roma, Italia, 19 de julio de 1986) es un exfutbolista y entrenador italiano que jugaba como centrocampista. Actualmente está sin club.

## Carrera
Greco se formó como centrocampista en el equipo de juveniles de la AS Roma. Hizo su debut en la Serie A en la temporada 2004-05. En 2005-06, Greco tuvo algunas apariciones, todas como suplente. Fue cedido al Hellas Verona para las siguientes dos temporadas, jugando un total de 40 partidos (26 en su primera temporada, 14 en su segundo). Jugó la segunda mitad de 2008 a 09 en calidad de préstamo a Pisa de Serie B. Su temporada de préstamo se vio interrumpida en enero de 2010, y Greco se envió sucesivamente a otro club de la Serie B, Piacenza, para el resto de la temporada.
Greco regresó a Roma para la temporada 2010-11 y fue inmediatamente puesto en la lista de transferencia, pero ningún club se mostró interesado en contratarlo, por lo que se le ubicó un lugar en el primer equipo. Una lección en la crisis del equipo que motivo al entrenador en jefe Claudio Ranieri a llevarlo en el banquillo para un partido contra el FC Basilea por la UEFA Champions League, durante el cual Greco entró como sustituto de los últimos 15 minutos y anotó un gol a sólo un minuto después de entrar, el juego terminó en victoria 3-2 para los Romanistas. Las buenas actuaciones de Greco llevó a Ranieri a llamarlo para el derbi Romano, durante la cual entró en lugar del lesionado Jérémy Ménez, durante la primera mitad, y proporciona un rendimiento sólido en una victoria por 2-0 para el equipo de la loba, consiguiendo así ser promovido a la alineación titular para los juegos posteriores contra la Fiorentina y la Juventus.